# Symbrenthia niasicus
Symbrenthia niasicus är en fjärilsart som beskrevs av Hans Fruhstorfer 1900. Symbrenthia niasicus ingår i släktet Symbrenthia och familjen praktfjärilar. Inga underarter finns listade i Catalogue of Life.